# Saint Jérôme (Léonard de Vinci)
Pour les articles homonymes, voir Saint-Jérôme (homonymie).
Saint Jérôme est un tableau de Léonard de Vinci. Ce tableau ne fut jamais achevé, mais est daté approximativement de 1482.

## Description
Le tableau est réalisé en peinture à l'huile et tempera sur un panneau de bois de noyer. L'un des grands intérêts d'une telle œuvre, inachevée, est qu'elle permet d'analyser la façon de peindre de Léonard. On retrouve ainsi le procédé de la peinture au doigt : pigments appliqués avec le bout des doigts afin d'adoucir la netteté des contours des figures (sfumato). On trouve aussi des traces d'essuyage et de peinture au tampon, tous éléments qui n'apparaîtraient pas dans une peinture achevée.

## Histoire
Son historique ancien n'est pas connu. La peinture apparaît pour la première fois au XVIIIe siècle dans la collection de la peintre Angelica Kauffmann. Après sa mort en 1807 à Rome, le tableau aurait été découpé en planches par des artisans qui les auraient incorporées dans du mobilier (une planche aurait ainsi servi d'assise pour un tabouret !). La réflectographie infrarouge confirme cette découpe en plusieurs morceaux. Néanmoins, l'un d'entre eux est centré sur la tête du saint, ce qui peut signifier une intention artistique plutôt qu'utilitaire. Les morceaux ont été récupérés pour l'essentiel et réunis, à l'exception d'un très petit triangle.
Le tableau entre ensuite dans l'immense collection de l'oncle de Napoléon Bonaparte, le cardinal Fesch, qui comprend plus de 16 000 tableaux. Après la mort du cardinal dans son palais romain en 1839, ses collections sont majoritairement mises en vente pour, selon ses volontés, procurer des fonds à la famille Bonaparte.
Lors de la vente de 1845, le tableau est acheté par des intermédiaires qui le cèdent en 1856 au pape Pie IX. L’œuvre fut tout d'abord exposée dans la pinacothèque pontificale de l’époque, située
dans la Salle Bologne du Palais du Vatican, puis elle entra dans la nouvelle pinacothèque de saint Pie X, inaugurée en 1909 dans les Musées du Vatican. Depuis 1932, elle est conservée dans la salle IX du nouveau bâtiment de l'actuelle Pinacothèque du Vatican.
A l'occasion du 500e anniversaire de la disparition de Léonard de Vinci, le tableau est tout d'abord exposé aux abords de la  Place Saint-Pierre du 22 mars au 22 juin 2019, puis au MET de New York du 15 juillet au 6 octobre 2019, et au Musée du Louvre du 24 octobre 2019 au 24 février 2020,. Trois ans après cette célébration, le tableau est présenté du 10 juin au 20 septembre 2022 au Clos Lucé, où l'artiste s'est éteint en 1519.

## Analyse
Saint Jérôme est généralement représenté en Père de l'Église, vêtu d'un manteau de cardinal et penché sur une bible. Ici, l'artiste choisit de dépeindre sa pénitence dans le désert en le montrant en train de meurtrir son corps avec une pierre. Léonard intensifie l'expression souffrante du corps avec le geste des bras, l'un écarté, l'autre replié, donnant ainsi plus de torsion au saint, manifestation de son trouble spirituel. Au premier plan, on peut voir un lion, que saint Jérôme était censé avoir guéri d'une blessure et qui est devenu en quelque sorte son attribut.
Alors que la période généralement retenue pour cette composition est le début des années 1480, avant le départ pour Milan de Léonard, certains l'ont remise en cause et penchent pour une œuvre réalisée au cours du séjour milanais, vers 1490. Ils notent en particulier que l'essence du support est le noyer, privilégié à Milan alors qu'il aurait plus utilisé le peuplier à Florence. Ils voient un lien stylistique avec la Vierge aux rochers de Londres qui date de 1490. Ils relient enfin l'œuvre aux travaux anatomiques réalisés par le maître vers la fin des années 1480. Une étude récente en lien avec la Dame à l'hermine  réalisée par Léonard de Vinci à la même époque vient conforter cette dernière hypothèse.Vincent Delieuvin quant à lui est sceptique et relève au contraire l'inspiration très florentine de cette composition.

## Sources
- Jack Wasserman, Leonardo da Vinci, 1975 et 1984, ed. Harry N. Abrams.
- Daniel Arasse, Léonard de Vinci, 2011, Hazan, pp.344-349.
- Léonard de Vinci, catalogue de l'exposition du musée du Louvre, 2019-2020